# Highland (Nowy Jork)
Highland – miasto w Stanach Zjednoczonych, w stanie Nowy Jork, w hrabstwie Sullivan.